# Gottesbuden Ahrensburg

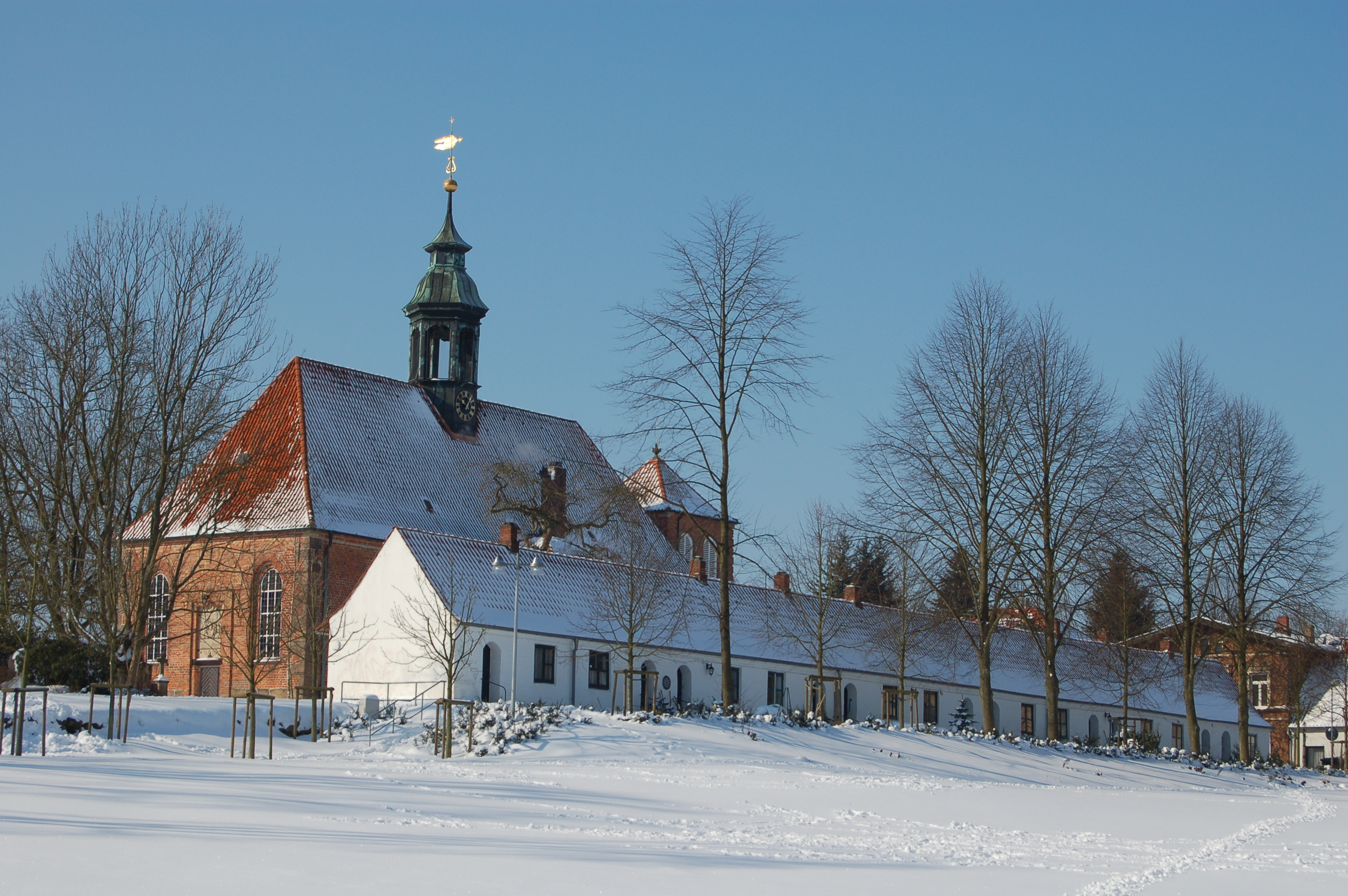
Die Gottesbuden bei der Schlosskirche

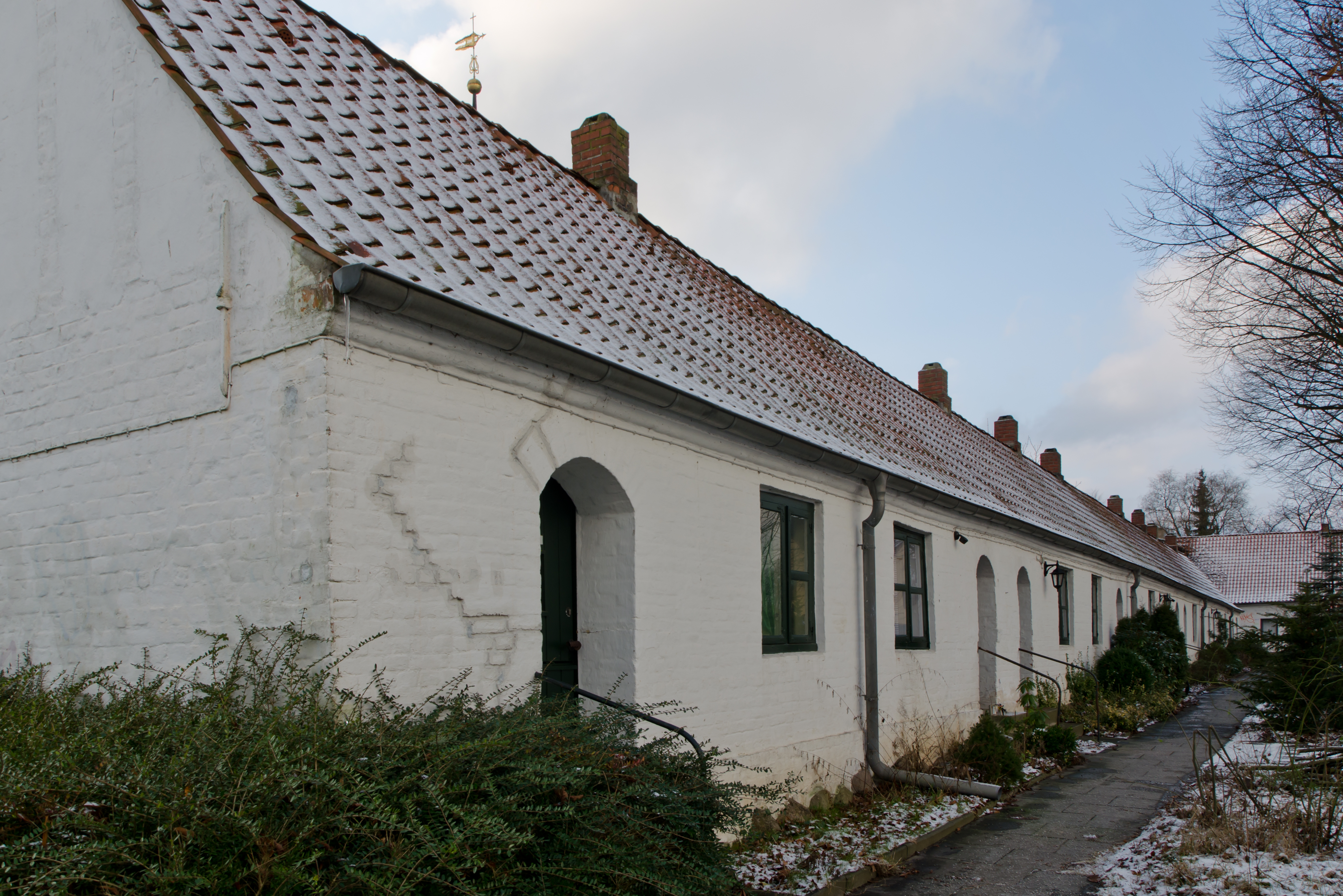
Die Gottesbuden

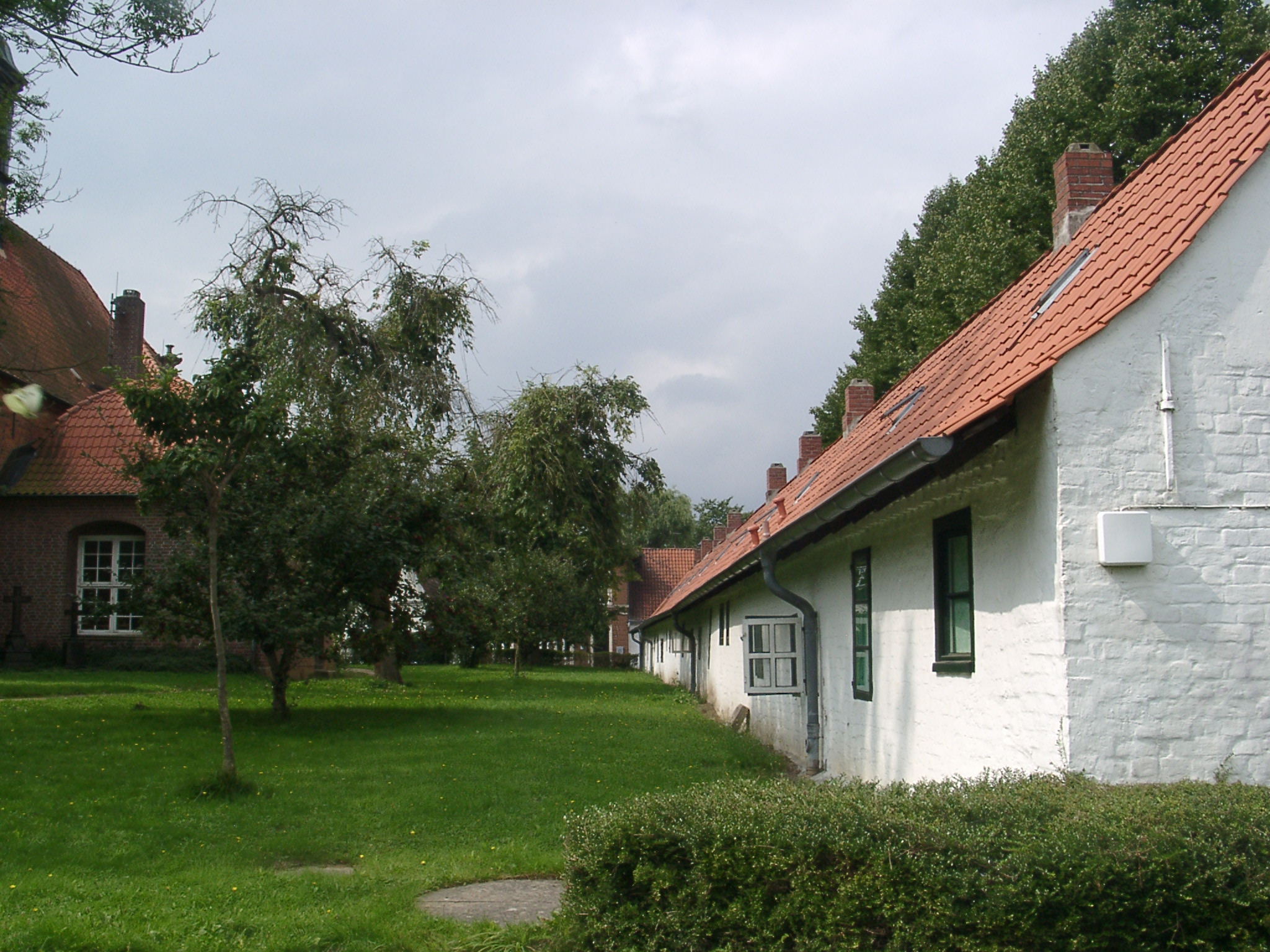
Ansicht der Gottesbuden

Die Gottesbuden sind Gebäude bei der Schlosskirche in Ahrensburg im Kreis Stormarn (Schleswig-Holstein). Sie sind in der Liste der Kulturdenkmale in Ahrensburg eingetragen und dienten früher, ähnlich wie die namensgleiche Einrichtung in Bremen oder auch die Augsburger Fuggerei, für einen geringen symbolischen Beitrag als Unterkunft für Bedürftige.

## Geschichte und Architektur
Peter Rantzau, der königliche Amtmann von Flensburg, welcher auch Besitzer des Gutes Troyburg bei Tondern war, erbte 1567 von seinem Bruder, dem Feldherren Daniel Rantzau, die Besitzungen in Ahrensburg. Hier ließ er zwischen 1594 und 1596 eine Kirche errichten, die der Familie als Grablege dienen sollte. Um die Bedürftigen und Alten seines Gutes unterbringen zu können, ließ er zeitgleich zwei Reihen mit je 12 sogenannter Gottesbuden an der Süd- und Nordseite des Friedhofes anbauen. Diese wurden zusammen mit der Friedhofsmauer zu einer geschlossenen Anlage. In den 1840er Jahren wurde die heutige Marktstraße zur Bundesstraße 75 ausgebaut, dabei wurde die westlichste Bude jeder Reihe abgebrochen. Jede der beiden Reihen besteht aus 11 Wohnungen, die über einen Eingangsbereich, der gleichzeitig als Küche dient und eine etwa 16 m² große Stube verfügen. Ursprünglich lebten in den nördlichen Buden bedürftige Menschen, die kostenlosen Wohnraum und durch eine großzügige Stiftung des Peter Rantzau, auch finanzielle Unterstützung erhielten. Die Wohnungen der südlichen Reihe hingegen wurden für die ortsübliche Miete von einem halben Taler vermietet, die Einkünfte dienten der Unterhaltung der Kirche. Bis in die heutige Zeit werden die nördlichen Buden mietfrei von der Kirchengemeinde vergeben, die südlichen Buden werden auch nach sozialen Gesichtspunkten vermietet. Die alte Miete von einem halben Taler (umgerechnet etwa 0,75 Euro) wird als symbolische Miete kassiert. Diese Wohnungen modernisierte die Kirche und baute Zentralheizungen und sanitäre Anlagen ein.